# 로버트 F. 케네디 주니어
로버트 프랜시스 케네디 주니어(영어: Robert Francis Kennedy Jr., 1954년 1월 17일~)는 미국의 정치인, 환경 변호사, 백신 반대론에 입각한 정보와 공공보건에 관한 음모론을 지지하는 활동가다. 2024년 미국 대통령 선거에 무소속 입후보를 선언하였던 인물이기도 하다. 백신 반대 단체인 〈칠드런스 헬스 디펜스〉의 회장을 맡고 있다.
케네디가의 일원으로 미국 법무장관이자 상원의원이었던 로버트 F. 케네디의 아들이며 존 F. 케네디 대통령과 테드 케네디 상원의원의 조카다.

## 경력
소송, 로비, 교육, 공공 캠페인, 활동주의를 통해 하천, 선주민 권리, 재생 에너지 보호를 지지해왔다. 뉴욕시의 지방 검사보로 경력을 시작했다. 1984년과 1986년 비영리 환경 보호 단체 〈리버키퍼〉와 〈천연자원보호협회〉에 가입했다. 〈리버키퍼〉에서의 활동을 통해 장기적인 환경법 기준을 마련했고, 두 단체를 대표해 오염 대기업을 상대로 한 역사적인 소송전들에서 승리를 거뒀다. 1986년 페이스 대학교 법대의 환경법 겸임교수로 부임했다. 1987년 페이스 법대에 환경 소송 클리닉을 창설하고 2017년까지 감독 변호사 겸 공동 관리자로 재직했다. 1999년 비영리 환경보호 단체인 〈워터키퍼 얼라이언스〉를 창립하고 이사회 의장을 맡고 있다.
2005년부터 백신과 자폐증 사이에 인과관계가 있다는 과학적으로 거짓임이 입증된 주장을 옹호했다. 코로나19 범유행이 시작되자 미국에서 코로나 백신에 대한 부정확한 정보를 주장하는 대표적인 인물로 떠올랐다. 공공보건에 대한 케네디의 비판은 대부분 앤서니 파우치, 빌 게이츠, 조 바이든과 같은 유명인사를 겨냥했다.
그는 줄곧 민주당 소속 정치인이었으나, 2024년 대선을 앞두고 2023년 10월 탈당하여 무소속 대통령 후보로 출마하였다. 하지만 이듬해 출마를 접고, 도널드 트럼프 당선인에 대한 지지를 선언하였다.

### 보건복지부 장관 (예정; 2025년~)
2024년 11월 14일, 트럼프는 출범 예정인 도널드 트럼프 2기 행정부의 보건복지부 장관으로 케네디 주니어를 지명하였다.
"케네디 주니어를 보건복지부 장관으로 발표하게 돼 흥분된다. 미국인들은 너무 오랫동안 공중 보건과 관련해 속임수, 잘못된 정보, 허위 정보에 관여한 산업 식품 단지와 제약회사들에 의해 짓밟혀왔다. 모든 미국인의 안전과 건강은 어느 행정부에서도 제일 중요한 역할이며, 보건복지부는 미국의 엄청난 건강 위기를 불러온 유해 화학 물질, 오염 물질, 살충제, 의약품, 식품 첨가물로부터 모든 이가 보호받을 수 있도록 큰 역할을 할 것이다. 케네디 주니어는 이들 기관을 최고 기준 과학 연구의 전통과 투명성의 길잡이로 회복시켜 만성 질환 확산을 종식하고 미국을 다시 위대하고 건강하게 만들 것이다."— 트럼프의 지명 성명 (2024년 11월 14일)

## 저서
2021년 《진짜 앤서니 파우치》, 2022년 《리버럴들에게 보내는 편지》를 포함한 다수의 책을 저술했다.

## 가족 관계
- 로버트 케네디 (부친)
- 존 F. 케네디 (백부)
- 테드 케네디 (숙부)
- 조셉 P. 케네디 (조부)